# بابا حسن (بلدية)
بابا حسن بلدية  من بلديات ولاية الجزائر العاصمة، تقع في القسم الجنوب الغربي للولاية، بلدية بابا حسن تابعة إداريا لدائرة درارية.
 

## الموقع
تقع بلدية بابا حسن في القسم الجنوب الغربي، من ولاية الجزائر العاصمة (حوالي 10 كيلومترات)، إذ تتموقع بين كل من بلدية العاشور، درارية، سحاولة، خرايسية، دويرة وأولاد فايت.

## تاريخ المنطقة منذ التواجد الفرنسي
أسست القرية في 12 من ماي 1843 بموجب قرار حكومة الجزائر آنذاك، وأخذت تسميتها من بن حسن، أحد أشهر المرابطين المدفونين في المنطقة.
كانت بابا حسن تمثل البلدية ما قبل الأخيرة مساحة 
لكل الجزائر الفرنسية حينها، إذ منحت أراضيها (1048 هكتار) للمستوطنين الألزاس واللورين المعروف عنهم خبرتهم الواسعة في الزراعة وكذا العمل الشاق.
كان عدد سكانها سنة 1893 متكون من 206 فرنسي و319 أجنبي، حيث أن غالبيتهم من الفلاحين الذين كانوا يزرعون القمح والشوفان والشعير في 2/3 الأراضي، والكرمة في 1/3 المتبقية.
أصبحت بابا حسن بلدية كاملة النشاط من سنة 1875 إلى سنة 1962 حيث أصبحت تابعة لدائرة درارية.

## مساجد بابا حسن
يوجد مسجدان مركزيان: مسجد طريق العبادة وهو المسجد العتيق يشرف عليه الإمام الفقيه محمد حريزي.والمسجد الثاني مسجد الإمام أحمد بري. ومسجد الفرقان في حي 5 جويلية

## تعليم
- مركز تطوير التقنيات المتقدمة (CDTA)
- ثانوية مسعود بلقاضي
- السيد محمد البوزيدي
- الفاضل محمد كربوز
- السيد سعد بوسدر
- الابتدائية محمد جيتاش
- الابتدائية يحيى حمانا
- CEM الاجتماعية

## رياضة
نادي كرة القدم التابع للبلدية هو Difaae Riadhi Baba Hassen (DRBH) (ألوان القميص الأزرق والأبيض). الذي يلعب في القسم الإقليمي وتم إنشاؤه عام 2018 والعديد من الآخرين مثل L'entreprises Sportive Baba Hassen (ERBH). الكابتن (ماروين ياغير) هناك عدة جمعيات رياضية على مستوى البلدية. 
كانت هناك تخصصات مختلفة قبل إنشاء ERBH وDRBH التي لم يعد بها فريق كرة قدم كبير. بابا حسن معروف في الجودو من خلال اتحاد الجودو وفريقه النسائي وأبطاله مثل رباحي عمر ومحمد وسليم ومريخي محمد والعديد من لاعبي الجيدو الآخرين الذين يعيشون في أيام مجد أندية الجزائر العاصمة.

يوجد أيضا الكاراتيه والملاكمة. ملعب بابا حسن الذي يتسع لـ 1000 مكان يحتوي على (غرفة تبديل الملابس - صالة الرياضة - الاستحمام) هو ملعب كرة القدم الرئيسي في بابا حسن التابع لجمعيات (DRBH - ERBH - JSBH - ARBH) فريق بابا حسن مكون 100٪ من اللاعبين المحليين و يعمل كمجمع صغير أو مركز تدريب. فريق Du Sporting Flambeau B.B.H هو فريق محلي تحت 7 و14 عامًا. وكما ستفهم، فإن الأنشطة الرياضية موجودة بشكل كبير في هذه المدينة.

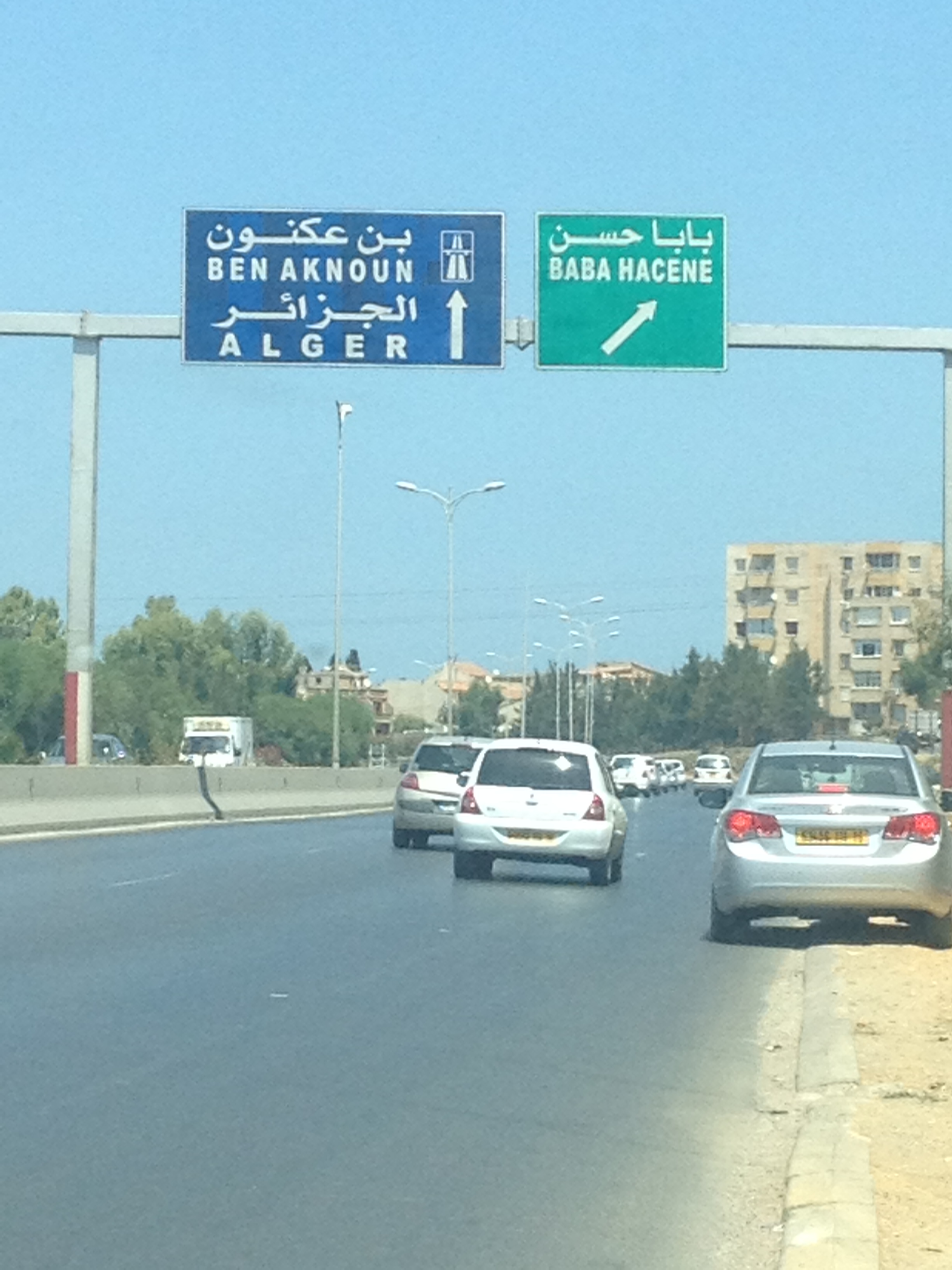
مدخل للبلدية عبر الطريق الوطني 36.

## مواضيع ذات صلة
- تاريخ ولاية الجزائر
- بلديات ولاية الجزائر
- دوائر ولاية الجزائر